# Carola Susani
Carola Susani (Marostica, 1965) è una scrittrice italiana.

## Biografia
Poco dopo la sua nascita, con la famiglia si trasferisce in Sicilia. Dal 1985 è a Roma. Ha esordito a trent'anni con il romanzo Il libro di Teresa vincendo il Premio Bagutta nella "Sezione Opera Prima".
Tra i suoi libri, La terra dei dinosauri, Il licantropo, Eravamo bambini abbastanza.

Redattrice di "Nuovi argomenti". Ha collaborato a "Perap" Palermo, "Lo Straniero", "Gli asini", "accattone-cronache romane", "gli altri", e per la collana "Donne chiesa mondo" di L'Osservatore romano. Ha pubblicato romanzi e raccolte di racconti sia per adulti (La terra dei dinosauri) che per ragazzi (Il licantropo). Fa parte dell'associazione "Piccoli maestri" che promuove la scrittura nelle scuole e insegna scrittura narrativa.

## Opere

### Romanzi per adulti
- Il libro di Teresa, Firenze, Giunti, 1995 ISBN 88-09-20730-0.
- La terra dei dinosauri, Milano, Feltrinelli, 1998 ISBN 88-07-01546-3.
- Rospo, Roma, Gaffi, 2005 ISBN 978-88-87803-47-1.
- Pecore vive, Roma, Minimum Fax, 2006 ISBN 88-7521-119-1.
- Mamma o non mamma con Elena Stancanelli, Milano, Feltrinelli, 2009 ISBN 978-88-07-49084-2.
- Eravamo bambini abbastanza, Roma, Minimum Fax, 2012 ISBN 978-88-7521-414-2.
- La prima vita di Italo Orlando, Roma, Minimum Fax, 2018 ISBN 978-88-7521-966-6.
- Terrapiena, Roma, Minimum Fax, 2020 ISBN 978-88-3389-152-1.

### Romanzi per ragazzi
- Il licantropo, Milano, Feltrinelli, 2002 ISBN 88-07-92053-0.
- Cola Pesce, Milano, Feltrinelli, 2004 ISBN 88-07-92077-8.
- L'infanzia è un terremoto, Roma, Laterza, 2008 ISBN 978-88-420-7982-8.
- Miti Romani, Roma, La Nuova Frontiera, 2013 ISBN 978-88-904773-9-3.
- Susan la piratessa, Roma-Bari, Laterza, 2014 ISBN 978-88-581-1336-3.
- I Grandi personaggi di Roma, Roma, Lozzi, 2016 ISBN 978-88-97467-97-7.
- Un segreto a scuola, Milano, Mondadori, 2019 ISBN 978-88-04-71189-6.
- Elsa Morante, Tra storia e sortilegi, La Nuova Frontiera, 2020 ISBN 978-88-98519-71-2
- Esplorazione, Roma, Orecchio Acerbo, 2022 ISBN 9788832070866
- Di cosa hai paura, Roma, Orecchio Acerbo, 2025 ISBN 9791255070603

## Premi e riconoscimenti
- Premio Bagutta: 1996 vincitrice nella sezione "Sezione Opera Prima"
- Premio Strega: finalista (dozzina) con Pecore vive 2007
- Premio Lo Straniero: 2012 vincitrice con Eravamo bambini abbastanza[3]